# Edward Skinner King
Edward Skinner King (* 31. Mai 1861 in Liverpool, New York; † 10. September 1931 in Cambridge, Massachusetts) war ein US-amerikanischer Astronom.
Er schloss sein Studium im Jahre 1887 am Hamilton College ab und trat eine Stelle am Harvard-Observatorium an, wo er den Bereich Bildphotographie und verwandte Gebiete leitete. Er wurde dort zum Pionier und Experten auf dem Gebiet der Fotometrie. 1904 entdeckte er den Z Ursae Majoris. 1912 bemerkte er, dass bestimmte Filmtypen während der Wintermonate bessere Ergebnisse erbrachten. Diese Beobachtung führte zur Entwicklung der kalten Kamera, bei der die Betriebstemperatur auf −40 °C abgesenkt wird.
1915 wurde King in die American Academy of Arts and Sciences gewählt. Von 1926 bis zu seinem Tode bekleidete er das Amt des Phillips Professors für Astronomie an der Harvard-Universität.
Sein Referenzwerk A Manual of Celestial Photography: Principles and Practice for Those Interested In Photographing the Heavens wurde in seinem Todesjahr veröffentlicht und 1988 neu aufgelegt.
Zusammen mit Arthur S. King ist er der Namensgeber für den Krater King auf dem Erdmond.